# Андроник Пермски
Андроник Пермски (рођ. Владимир Александрович Никољски, 13. август 1870, село Поводнево, Мишкински округ, Јарославска губернија — 7 (20) јуна 1918, Перм)  — епископ Руске православне цркве, Архиепископ пермски и Кунгурдки; духовни писац, теолог.

## Биографија
Рођен 1 (13.) августа 1870. године у породици чтеца при храму Преображења Господњег у селу Поводњева, Јарославска епархија. Године 1885. завршио је Угличку богословску школу, 1891. Јарославску богословију, а исте године ступио је у Московску духовну академију.
1 (13.) августа 1893. године замонашен је са именом Андроник, а 6. (18. августа 1893. године) замонашен у чин јерођакона. Године 1895. дипломирао је на Московској богословској академији као кандидат теологије за есеј „Древно црквено учење о Евхаристији као жртви у вези са питањем помирења“. 22. јула (3. августа) 1895. године хиротонисан је у чин јеромонаха.
Од 1895. помоћник инспектора Кутаиске богословије. Од августа 1896. био је наставник хомилетике, затим инспектор у Александровској мисионарској богословији у Ардону. 20. марта (1. априла) 1897. године, одлуком Светог Синода, „за марљиво и корисно служење у Богословији и честу проповед речи Божије“, уздигнут је у чин саборног јеромонаха Донске иконе. Богородице Московског манастира и одликован напрсним крстом.
Септембра 1897. именован је за члана мисије у Јапану. Путујући у Јапан кроз Италију, Грчку и Северну Америку заједно са архимандритом Сергијем (Страгородским), такође додељеним у мисију, упознао се са савременим стањем хришћанства – католичанством и православљем, посетио древне хришћанске светиње – катакомбе и гробове мученика, г. рушевине Колосеума. Касније је писао да је молитва на местима освећеним крвљу првих хришћанских мученика надахнула њега и архимандрита Сергија на подвижничку службу Цркви – да се постарају да „црквени почетак живота буде свети и потпуни почетак за све нас.”
Погоршање здравља узроковано потешкоћама у аклиматизацији, као и вест о очевој смрти, приморали су га да се врати у Русију. Од 5 (17) марта 1899. до 13 (25) јануара 1900. ректор Ардонске мисионарске богословије у чину архимандрита. Разрешен са дужности на захтев. На позив епископа уфског Антонија (Храповицког) дошао је у Уфу 1900. године. 16. октобра исте године, на захтев епископа Антонија (Храповицког), постављен је за ректора Уфске богословије, декана манастира епархије.
касније је постављен за викарног епископа Новгородске епархије, а касније је премештен у Омск, потом је постао Пермски архиепископ. Неуморни проповедник речи Божије организовао је сеоске парохије, помагао је сиромашнима и унесрећенима, улагао је велике напоре да припаднике старог обреда врати под окриље Свете Цркве.
Одмах после Октобарске револуције 1917. године бољшевици су донели закон о одвајању државе од Цркве и почели су прогони верника. Кад је у саборној цркви у Перму прочитана црквена посланица којом се протестовало због ових мера архиепископ Андроник је наложио архиђакону да објави анатему прогонитељима. Светац је одмах ухапшен заједно с викарним епископом Теофаном 4. јуна 1918. године и подвргнут суровим испитивањима за време којих није прозборио ни реч. Да би се избавили од јерарха бољшевици су га одвели у шуму и заповедили му да сам себи ископа гроб. По завршетку рада владика је узнео молитву Господу и легао је у ископану јаму. Мучитељи су одмах почели да га закопавају живог. Кад су закопали свеца до половине пуцали су у њега и насули земљу.
Кад је сазнао за то Синод је донео одлуку да упути у Перм специјалну комисију како би се открило шта се десило. Бољшевици су зауставили воз и убили све чланове црквене комисије. Кад су сељаци-мештани који су сахранили тела новомученика почели да их поштују као свеце власти су послали људе да ископају и спале тела убијених.
Канонизован за светаца Руске православне цркве у августу 2000. године. Православна црква га помиње 7.(20.) јуна.